# Vassiliki Arvaniti
Vassiliki Arvaniti em grego:Βασιλική Αρβανίτη;(Atenas, 17 de março de 1985) é uma jogadora de vôlei de praia grega, bicampeã européia nos anos de 2005 e 2007,  Rússia e Espanha, respectivamente, também medalhista de prata na edição de 2012 na Holanda e nos Jogos do Mediterrâneo de 2013 na Turquia.

## Carreira
Na temporada de 2005 formava dupla com Vasso Karadassiou e conquistaram a medalha de ouro no Campeonato Europeu  de 2005 em Moscou e juntas foram novamente medalhistas de ouro no Campeonato Europeu de 2007 em Valência.
No Campeonato Europeu de Voleibol de Praia de 2012 realizado  em Scheveningen, Haia, conquistou a medalha de prata ao lado de Maria Tsiartsiani.
Em 2013 ao lado de Peny Karagkouni representou seu país na conquista da medalha de prata nos Jogos do Mediterrâneo de 2013 em Mersin.

## Premiações individuais
- Jogadora que Mais Evoluiu do Circuito Mundial de Vôlei de Praia de 2005